# Kanton Lambesc
Kanton Lambesc is een voormalig kanton van het Franse departement Bouches-du-Rhône. Het kanton maakte deel uit van het arrondissement Aix-en-Provence. Het werd opgeheven bij decreet van 27 februari 2014, met uitwerking op 22 maart 2015. Alle gemeenten werden toegevoegd aan het kanton Pélissanne.

## Gemeenten
Het kanton Kanton Lambesc omvatte de volgende gemeenten:
- Charleval
- Lambesc (hoofdplaats)
- La Roque-d'Anthéron
- Rognes
- Saint-Cannat
- Saint-Estève-Janson